# The Lamb

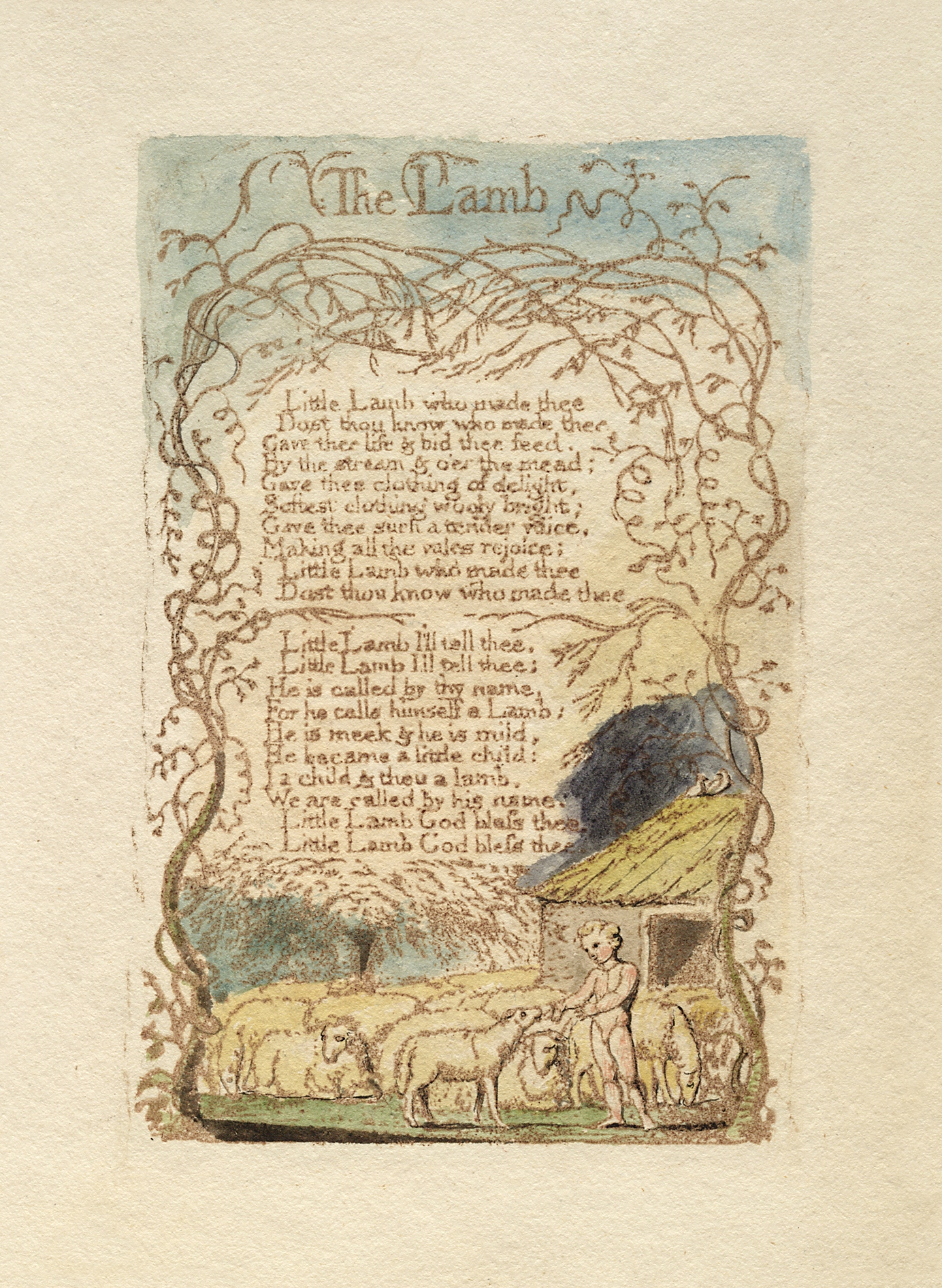
Blakes illustratie bij The Lamb

The Lamb is een gedicht van de Engelse schrijver en beeldend kunstenaar William Blake. Het werd voor het eerst gepubliceerd in de in 1789 verschenen bundel Songs of Innocence. In 1794 verscheen het opnieuw in de met de serie Songs of Experience aangevulde bundel, die werd uitgegeven onder de titel Songs of Innocence and of Experience.
Het gedicht omvat twee coupletten van elk 10 regels. Elke stanza omvat vijf groepen van twee regels (couplets), waarin gebruikgemaakt wordt van het rijmschema aabbcc enz. De herhalingen in de begin- en eindregels werken als een refrein, wat het gedicht het karakter geeft van een (kinder)lied, zoals het ook bedoeld was. De oorspronkelijke muziek is verloren gegaan, maar diverse artiesten hebben het gedicht op muziek gezet, zoals Ralph Vaughan Williams, John Tavener en Allen Ginsberg. Blake voorzag dit gedicht, zoals alle in de bundel, van een afbeelding van eigen hand.
The Lamb wordt gezien als tegenhanger van het in Songs of Experience gepubliceerde gedicht The Tyger, zodat ook in dit opzicht sprake is van een contrastwerking tussen twee gedichten in de bundel.
In het eerste deel van het gedicht stelt de spreker, waarschijnlijk een kind, de vraag naar de oorsprong, de schepping van het lam, in het tweede couplet wordt daarop een antwoord gegeven.
Het lam in het gedicht wordt gezien als het ultieme symbool van onschuld (innocence). Het doet tegelijkertijd dienst als metafoor voor Christus als het Lam Gods en in overdrachtelijke zin dus voor de Schepper zelf..

## Tekst
Little Lamb, who made thee?
Dost thou know who made thee?
Gave thee life & bid thee feed
By the stream & o’er the mead;
Gave thee clothing of delight,
Softest clothing, wooly, bright;
Gave thee such a tender voice,
Making all the vales rejoice?
Little Lamb, who made thee?
Dost thou know who made thee?

Little Lamb, I’ll tell thee,
Little Lamb, I’ll tell thee:
He is callèd by thy name,
For he calls himself a Lamb.
He is meek, & he is mild;
He became a little child.
I a child, & thou a lamb,
We are callèd by his name.
Little Lamb, God bless thee!
Little Lamb, God bless thee!